# Jrakah (Selo)
Jrakah is een bestuurslaag in het regentschap Boyolali van de provincie Midden-Java, Indonesië. Jrakah telt 4118 inwoners (volkstelling 2010).